# Ilke Wyluddaová
Ilke Wyluddaová (28. března 1969, Lipsko, Sasko – 1. prosince 2024, Halle, Sasko-Anhaltsko) byla německá atletka, olympijská vítězka a dvojnásobná mistryně Evropy v hodu diskem.

## Sportovní kariéra
V začátcích své atletické kariéry se věnovala také vrhu koulí. První úspěchy zaznamenala v roce 1985 coby reprezentantka NDR, když se stala v Chotěbuzi juniorskou mistryní Evropy v disku. Na témže šampionátu vybojovala také stříbro ve vrhu koulí.
O rok později získala zlatou medaili na prvním ročníku MS juniorů v Athénách. V roce 1987 vybojovala dvě zlaté medaile (disk, koule) na juniorském mistrovství Evropy v Birminghamu. Na Mistrovství světa v atletice 1987 v Římě skončila čtvrtá.

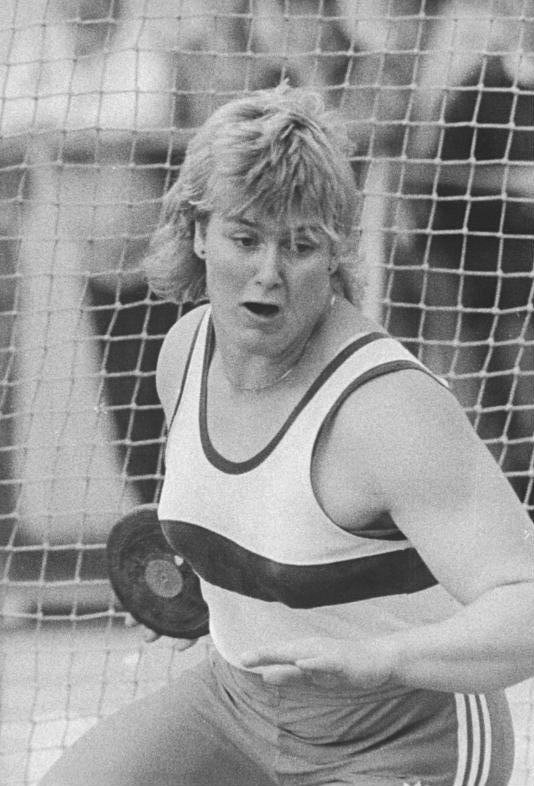
Ilke Wyluddaová v roce 1988

Na juniorském MS 1988 v kanadském Sudbury obhájila titul z předchozího šampionátu. 23. července 1989 si vytvořila v Neubrandenburgu výkonem 74,56 m osobní rekord, jehož hodnotu si již později nevylepšila. Tímto výkonem se zařadila po bok československé diskařky Zdeňky Šilhavé na druhé místo v dlouhodobých tabulkách. Dál hodila diskem jen Gabriele Reinschová, která drží světový rekord 76,80 m od roku 1988.
V roce 1990 se stala ve Splitu mistryní Evropy, když její nejdelší pokus měřil 68,46 metru. O rok později vybojovala stříbrnou medaili na světovém šampionátu v Tokiu, kde prohrála jen s bulharskou diskařkou Cvetankou Christovovou, která jako jediná přehodila 70 metrů.
V roce 1992 poprvé reprezentovala na letních olympijských hrách, které se tehdy konaly v Barceloně. Ve finále obsadila výkonem 62,16 m deváté místo. Na Mistrovství světa v atletice 1993 ve Stuttgartu skončila na 11. místě.
O rok později obhájila na evropském šampionátu v Helsinkách titul mistryně Evropy z předchozího šampionátu, když zvítězila výkonem 68,72 m. Druhá Běloruska Ellina Zverevová hodila o více než čtyři metry méně. Na MS 1995 ve švédském Göteborgu naopak zvítězila Zverevová před Wyluddaovou.
Největší úspěch své kariéry zaznamenala v roce 1996 v Atlantě, kde se stala olympijskou vítězkou. K vítězství by ji stačil každý z jejich pěti platných pokusů, přičemž nejdelší měřil 69,66 metru. Na Mistrovství Evropy v atletice 1998 v Budapešti skončila na šestém místě. V roce 2000 reprezentovala na letních olympijských hrách v australském Sydney, kde obsadila výkonem 63,16 m sedmé místo.

## Osobní život
Po ukončení atletické kariéry podstoupila v posledních letech několik operací kolena a bérce. Na začátku prosince roku 2010 se kvůli otevřené ráně ocitla znovu v nemocnici. Rutinním zákrokem měla být rána zavřena, avšak nastaly komplikace a nohou se začala šířit infekce. Wyluddaové hrozila otrava krve a byla nucena podstoupit operaci, při které ji byla amputována pravá noha od konce stehenní kosti nad kolenem. Na následky nemoci 1. prosince 2024 zemřela.